# Comuna Velîkîi Pereviz, Șîșakî
Velîkîi Pereviz (în ucraineană Великий Перевіз) este o comună în raionul Șîșakî, regiunea Poltava, Ucraina, formată din satele Pelaheiivka, Perșotravneve, Samarî și Velîkîi Pereviz (reședința).

## Demografie
Componența lingvistică a comunei Velîkîi Pereviz
     Ucraineană (96,78%)
     Rusă (1,95%)
     Alte limbi (0,07%)
Conform recensământului din 2001, majoritatea populației comunei Velîkîi Pereviz era vorbitoare de ucraineană (96,78%), existând în minoritate și vorbitori de rusă (1,95%).